# Jella Teuchner
Jella Teuchner, geborene Thurnreiter (* 11. Mai 1956 in Gelsenkirchen) ist eine deutsche Politikerin (SPD).

## Leben und Beruf
Nach dem Qualifizierenden Hauptschulabschluss absolvierte Jella Teuchner eine Ausbildung zur Industriekauffrau in einem mittelständischen Bekleidungsunternehmen in Passau, wo sie anschließend von 1977 bis 1990 die Lohn- und Gehaltsbuchhaltung leitete. Von 1983 bis 1990 war sie hier außerdem Vorsitzende des Betriebsrates und daneben von 1987 bis 1990 Ausbildungsleiterin für Industriekaufleute. 
Ab 1991 war sie als hauptamtliche Gewerkschaftssekretärin bei der Gewerkschaft Textil-Bekleidung, heute IG Metall tätig. 
Jella Teuchner ist verheiratet, hat zwei Töchter und drei Pflegekinder.

## Partei
1987 trat Jella Teuchner in die SPD ein. Sie ist stellvertretende Vorsitzende des SPD-Unterbezirks Passau und gehört dem Vorstand des SPD-Bezirks Niederbayern sowie dem Unterbezirksvorstand der Arbeitsgemeinschaft sozialdemokratischer Frauen in Passau an. Seit 1994 ist sie außerdem Mitglied im Parteirat der SPD.

## Abgeordnete
Von 1994 bis 2009 war Jella Teuchner Mitglied des Deutschen Bundestages. Hier war sie seit Oktober 2002 stellvertretende Sprecherin der Landesgruppe Bayern in der SPD-Bundestagsfraktion. Von März 2003 bis Oktober 2005 war sie außerdem Sektenbeauftragte der SPD-Fraktion. 
Jella Teuchner ist stets über die Landesliste Bayern in den Bundestag eingezogen. Ihr Wahlkreis ist Passau.